# Sérgio Jimenez (kierowca wyścigowy)
Sérgio Jimenez (ur. 15 maja 1984 roku w São Paulo) – brazylijski kierowca wyścigowy.

## Kariera
Sergio karierę rozpoczął w roku 1994, od startów w kartingu. W 2001 roku zadebiutował w wyścigach samochodów jednomiejscowych. Już w pierwszym sezonie startów sięgnął po tytuł mistrzowski w Brazylijskiej Formule Renault (wraz z zespołem Bassani Racing). Rok później brał udział w jej brytyjskim odpowiedniku. Reprezentując ekipę Manora, zmagania zakończył na 11. lokacie.
Po trzyletniej przerwie, podczas której Jimenez ponownie angażował się w zawody kartingowe, Brazylijczyk podpisał kontrakt ze stajnią Racing Engineering, na starty w Hiszpańskiej Formule 3. Stanąwszy pięciokrotnie na podium (w tym raz na najwyższym stopniu), rywalizację ukończył na 5. pozycji.
W sezonie 2007, dzięki wsparciu sponsorów, dostał szansę udziału w bezpośrednim przedsionku Formuły 1 – serii GP2. Ścigając się dla hiszpańskiego zespołu Racing Engineering, wystąpił w pięciu wyścigach, po czym stracił posadę na rzecz Wenezuelczyka Ernesto Viso. Po punkty sięgnął dwukrotnie, w rundzie rozegranej na torze Circuit de Catalunya. Zajął wówczas siódme i piąte miejsce. Zdobyte punkty sklasyfikowały go na 24. miejscu.
W przerwie, pomiędzy rokiem 2007 i 2008, wziął udział w dwunastu wyścigach zimowej serii A1 Grand Prix. Uzyskane punkty pozwoliły jego brazylijskiej stajni zająć w końcowej klasyfikacji 14. pozycję.
W roku 2009 powrócił do swojego kraju, w którym rozpoczął starty w serialu Stock Car Brasil. Wygrawszy jeden z wyścigów, zmagania zakończył na 10. lokacie. Rok później brał udział w Pucharze Chevroleta. Ponownie największym sukcesem Jimeneza było jedno zwycięstwo. Uzyskane punkty pozwoliły mu zająć w klasyfikacji generalnej 6. miejsce. Brazylijczyk wystartował również w czterech rundach mistrzostw świata samochodów sportowych – FIA GT1. Reprezentując Mad-Croc Racing, nie zdobył jednak punktów.